# 위준호
위준호(1988년 8월 3일 ~ )은 KBO 리그 SK 와이번스의 포수이다.

## 출신 학교
- 영일초등학교
- 대치중학교
- 경기고등학교
- 동국대학교